# Eukoenenia tetraplumata
Espèce
Eukoenenia tetraplumata est une espèce de palpigrades de la famille des Eukoeneniidae.

## Distribution
Cette espèce est endémique du Chiapas au Mexique. Elle se rencontre vers Ocosingo.

## Description
La femelle holotype mesure 0,954 mm, les mâles mesurent de 0,766 à 0,781 mm et les femelles de 0,943 à 0,982 mm.

## Publication originale
- Montaño Moreno, 2007 : Un nuevo Palpígrado (Arachnida: Palpigradi) de la Selva Lacandona, México. Revista Iberica de Aracnologia, vol. 14, p. 97-103 (texte intégral).